# 今日ってどんな日?
今日ってどんな日?（きょうって どんなひ）は、青森放送（RAB）ラジオで月曜日から金曜日の朝に放送されるラジオ番組である。
放送時間は毎週月 - 金曜 7:40 - 7:45。

## 概要
内容は、｢この日｣の記念日や出来事などを紹介する内容である。ただし、日本テレビDON!やJNNニュースバードで放送された「今日は何の日」の内容とは異なる。
又、日テレNEWS24のOha!4 NEWS LIVEと同様、この日に誕生日（生誕日）を迎えた有名人・著名人を紹介する場合がある。
なお、2009年7月からは、内容の一部とBGMが変わり、前半部は従来の内容、後半部は曲を流すパターンに変更された。
尚、オープニングのタイトルコールは、番組開始当初は進行MCが行っていたが、2010年現在では県内の園児の声が流れている。
当番組は、「話題のアンテナ 日本全国8時です」のローカルパート（交通情報）廃止に伴う枠を埋めるために開始された番組である。また、この5分間が丸々RAB制作枠になるのは『おはようワイドあおもり』を放送していた時以来である。

## その他
- 2012年9月27日までは8時15分 - 8時20分に放送をしていた。
- 2010年3月は、「ひできと美華の「エネルギー・ラジオ劇場」」放送の為、番組休止となった。
- 2012年10月15日から10月19日までは、「快適生活ラジオショッピング」放送の為、番組休止。

## ナビゲーター
現在
- 筋野裕子（RABアナウンサー）

過去
- 樋田かおり（RABアナウンサー）

| 青森放送ラジオ 月曜 - 金曜 8:15 - 8:20枠                                                                      | 青森放送ラジオ 月曜 - 金曜 8:15 - 8:20枠 | 青森放送ラジオ 月曜 - 金曜 8:15 - 8:20枠 |
| 前番組 | 番組名                                   | 次番組                                   |
| --- | ---------------------------------------- | ---------------------------------------- |
| 「話題のアンテナ 日本全国8時です」のローカル枠 RABでは交通情報を放送（放送時間は8:13 - 8:18） - 2009年3月31日 | 今日ってどんな日? 2009年4月1日 -         | -                                        |